# Пунтаренас (Коста-Рика)
Пунтаренас (исп. Puntarenas) — город в Коста-Рике. Второй по населению город страны на берегу Тихого океана.
41 876 чел. (2022). Плотность населения 12 чел./км²

## История
Город основан в 1522 году после открытия Коста-Рики Хилем Гонсалесом Давилой. Несмотря на то что залив Никойя использовался в качестве входа на внутреннюю территорию страны порт города не развивался до 1969 года когда производство кофе в высокогорье достигло экспортных объемов.
В 1971 году конгресс республики объявил город беспошлинным портом (за исключением коньяка и напитков).
Первоначально кофе доставляли в порт на повозках идущих через горы. В 1979 году завершён участок железной дороги между Пунтаренасом и городом Эспарса (одно из первых испанских поселений, основанного в 1967 году).